# National Rugby League 1943
La New South Wales Rugby Football League de 1943 fue la 36.ª edición del torneo de rugby league más importante de Australia.

## Formato
Los clubes se enfrentaron en una fase regular de todos contra todos, los cuatro equipos mejor ubicados al terminar esta fase clasificaron a la postemporada.
Se otorgaron 2 puntos por el triunfo, 1 por el empate y ninguno por la derrota.

## Desarrollo

### Tabla de posiciones
| Pos. | Equipo                        | Encuentros | Encuentros | Encuentros | Encuentros | Tantos | Tantos | Tantos | Puntos |
| Pos. | Equipo                        | PJ         | PG         | PE         | PP         | F      | C      | Dif    | Puntos |
| ---- | ----------------------------- | ---------- | ---------- | ---------- | ---------- | ------ | ------ | ------ | ------ |
| 1    | Newtown Jets                  | 14         | 10         | 1          | 3          | 272    | 143    | +129   | 21     |
| 2    | Balmain Tigers                | 14         | 10         | 1          | 3          | 178    | 131    | +47    | 21     |
| 3    | North Sydney Bears            | 14         | 7          | 3          | 4          | 193    | 124    | +69    | 17     |
| 4    | St. George Dragons            | 14         | 8          | 1          | 5          | 185    | 188    | −3     | 17     |
| 5    | South Sydney Rabbitohs        | 14         | 8          | 0          | 6          | 161    | 147    | +14    | 16     |
| 6    | Eastern Suburbs               | 14         | 4          | 0          | 10         | 131    | 214    | −83    | 8      |
| 7    | Western Suburbs Magpies       | 14         | 3          | 0          | 11         | 132    | 176    | −44    | 6      |
| 8    | Canterbury-Bankstown Bulldogs | 14         | 3          | 0          | 11         | 115    | 244    | −129   | 6      |

|  | Postemporada. |

### Postemporada

#### Playoff
| 7 de agosto | Newtown Jets | 11 - 10 | Balmain Tigers |  |  |

#### Semifinales
| 14 de agosto | Newtown Jets | 16 - 21 | North Sydney Bears |  |  |

| 21 de agosto | Balmain Tigers | 5 - 12 | St. George Dragons |  |  |

#### Final Preliminar
| 28 de agosto | North Sydney Bears | 25 - 19 | St. George Dragons |  |  |

#### Final
| 4 de septiembre | Newtown Jets | 34 - 7 | North Sydney Bears | Sydney Cricket Ground, Sídney   |  |
|                 |              |        |                    | Asistencia: 60.922 espectadores |  |

| Bandera de Australia |
| Campeón Newtown Jets |
| Tercer título        |